# Santa Maria de l'Om (Ventalló)
El santuari de Santa Maria de l'Om és una església de Ventalló (Alt Empordà) protegida com a bé cultural d'interès local. És un temple situat al nord-oest del petit nucli de Pelacalç, a llevant del municipi de Ventalló al qual pertany. Des de la carretera GIV-6301 entre els nuclis de Montiró i Pelacalç, s'agafa un trencall a mà dreta que hi condueix.

## Descripció
Església d'una sola nau, amb capçalera de planta rectangular,que substitueix l'absis romànic original. De fet, l'estructura romànica ha experimentat considerables modificacions al llarg del temps i, actualment només es conserva el parament original als murs nord i sud, tant a l'interior com a l'exterior del temple. La nau està coberta amb una volta apuntada emblanquinada, mentre que la resta del parament manté la pedra vista, amb grans arcades de mig punt adovellades, obertes als murs laterals. Algunes presenten impostes decorades. L'altar es troba molt avançat respecte a la longitud de la nau i, darrere seu, hi ha l'emmarcament decoratiu del cambril on es troba la imatge de la Mare de Déu. Està format per tres columnes per banda amb el basament quadrat i els capitells decorats a l'estil corinti. Sostenen un entaulament motllurat coronat per un arc de mig punt al centre. Als costats de l'altar hi ha les dues escales que donen accés al cambril. Aquest espai està cobert amb una volta per aresta sostinguda per pilastres decorades amb capitells vegetals. Sota el cambril hi ha la sagristia. La façana principal conserva la portalada romànica, tot i que probablement ha estat reconstruïda. És d'obertura rectangular amb la llinda plana i presenta un arc de mig punt adovellat a la part superior, resseguit per una arquivolta decorada. Està sostingut per dues columnes amb capitells decorats amb motius vegetals, a manera de brancals de la porta. El conjunt està rematat amb una cornisa triangular motllurada. Damunt la porta hi ha un rosetó en substitució de la genuïna finestra romànica de doble biaix. La façana està coronada per un campanar de cadireta amb dos arcs de mig punt, de recent construcció.
L'aparell romànic conservat està format per petits carreus i carreuons desbastats, disposats formant filades regulars. L'obra posterior està bastida amb pedra desbastada a imitació del parament original. La zona absidal està arrebossada i pintada.

## Història
L'església apareix esmentada en les Rationes decimarum dels anys 1279 i 1280, amb el nom d'ecclesia sancte Marie de Ulmo i sancte Marie de Hulmo. En canvi, en els nomenclàtors de la diòcesi del segle xiv apareix anomenada com a església parroquial: Ecclesia parrochialis sancte Marie de Ulmo de Palacals.
L'any 1442, el bisbe Bernat de Pau concedia indulgències per a la reparació d'aquest temple, ja que es trobava en mal estat.
Al segle xvii, l'antiga parròquia de Pelacalç perdé la categoria d'independent i, des de l'any 1691, s'uní a la parròquia de Montiró. En el nomenclàtor d'aquest mateix any apareix citada com Beatae Mariae de Ulmo seu de Palacalis et Sancti Saturnini de Montiro, unit. Així doncs, des de llavors es convertí en santuari marià.
Al segle xviii, s'organitzaren dues processons des de Montiró fins al santuari (anys 1719 i 1737) per demanar a la verge de l'Om que plogués.
La primitiva imatge de la verge era una talla de fusta probablement romànica. L'any 1605 es beneí una nova talla, destruïda el 1863 per un incendi. El 1866, Josep Algans de Peralada en va fer una de nova, que desaparegué l'any 1936. L'any 1953 s'instal·là una nova imatge.
La Mare de Déu de l'Om era invocada per ensenyar a parlar als nens i, també hi havia la creença que podia tornar la parla als muts. Segons una rondalla, una pastora muda va trobar la imatge de la verge dins la soca d'un om. També consta que l'any 1686, una noia de Cabanes que era muda començà a parlar gràcies a un miracle atribuït a la verge. L'aplec de la Mare de Déu de l'Om se celebrava la diada del 15 d'agost.